# Rambo 3
Pour les articles homonymes, voir Rambo.
Série Rambo
Rambo 2 : La Mission
(1985) John Rambo
(2008)
Pour plus de détails, voir Fiche technique et Distribution.
Rambo 3 (Rambo III) est un film d'action américain réalisé par Peter MacDonald, sorti en 1988.
C'est le troisième volet d'une série de films centrée sur le personnage de John Rambo, interprété par Sylvester Stallone.

## Synopsis
Tentant d’oublier sa vie de soldat, John Rambo vit désormais dans un monastère thaïlandais. Mais son ami le colonel Samuel Trautman et Robert Griggs, agent de la CIA attaché à l'ambassade américaine, lui demandent de participer à une mission en Afghanistan, en guerre avec l'Union Soviétique depuis 1979. Alors que Rambo refuse, Trautman part faire la mission seul. Mais il est capturé et torturé par le colonel Alexei Zayzen, le commandant soviétique de la région frontalière.
Quand Rambo apprend la nouvelle par Robert Griggs, il accepte de partir en Afghanistan. Recueilli par des moudjahidines, il assiste à la destruction de leur camp par les hélicoptères soviétiques. Les rebelles préfèrent alors se retirer au Pakistan alors que Rambo tente sans succès de libérer Trautman du fort militaire où il est retenu prisonnier.
Lors d’une deuxième tentative, Rambo arrive finalement à libérer Trautman. Après avoir éliminé un commando Spetnaz mené par le capitaine Kourov, le second du colonel Zayzen, Rambo et Trautman se retrouvent encerclés par les troupes soviétiques. C’est alors que les moudjahidines se lancent à l’assaut et sauvent leurs amis. Au milieu de la bataille, Rambo tue le colonel Zayzen encastrant son hélicoptère avec un tank.

## Fiche technique
Sauf indication contraire, les informations mentionnées dans cette section peuvent être confirmées par les bases de données cinématographiques IMDb et Allociné,  présentes dans la section « Liens externes ».
- Titre original et québécois : Rambo III
- Titre français : Rambo 3 ou Rambo III
- Réalisation : Peter MacDonald
- Scénario : Sheldon Lettich et Sylvester Stallone, d'après les personnages créés par David Morrell
- Musique : Jerry Goldsmith
  - Orchestration : Nancy Beach et Arthur Morton
  - Montage musical : Michael Dittrick et Kenneth Hall
- Direction artistique : Pier Luigi Basile, Alan Cassie, Benjamín Fernández et Adrian Gorton
- Décors : Bill Kenney
- Costumes : Richard La Motte
- Maquillage : Giannetto De Rossi, Kamal Haasan, Jeff Goodwin et Michael Westmore
- Coiffure : Donna Barrett Gilbert
- Photographie : John Stanier
- Son : Fred J. Brown, Robert J. Litt, Michael Minkler, Kevin O'Connell, Michael R. Sloan
- Montage : O. Nicholas Brown, Andrew London, James R. Symons et Edward A. Warschilka
- Production : Buzz Feitshans
  - Production déléguée : Mario Kassar et Andrew G. Vajna
  - Production associée : Tony Munafo
- Société de production : Carolco Pictures
- Sociétés de distribution : TriStar Pictures (États-Unis) ; Columbia TriStar Films (France)
- Budget : 63 millions de $[1]
- Pays de production :  États-Unis
- Langues originales : anglais, russe
- Format : couleur (Technicolor) - 35 mm - 2,35:1 (Cinémascope) - son Dolby stéréo (4canaux)
- Genre : action, aventure, thriller
- Durée : 102 minutes
- Dates de sortie[2] :
  - États-Unis, Québec : 25 mai 1988[3]
  - France : 16 octobre 1988[4] ; 26 octobre 1988[2]
- Classification :
  - États-Unis : interdit aux moins de 17 ans (R – Restricted)[N 1]
  - France : tous publics[5]
  - Belgique : potentiellement préjudiciable jusqu'à 12 ans (Mogelijk schadelijk voor kinderen onder de 12 jaar)[6],[N 2]
  - Québec : 13 ans et plus (13+ / 13 years and over)[3]

## Distribution

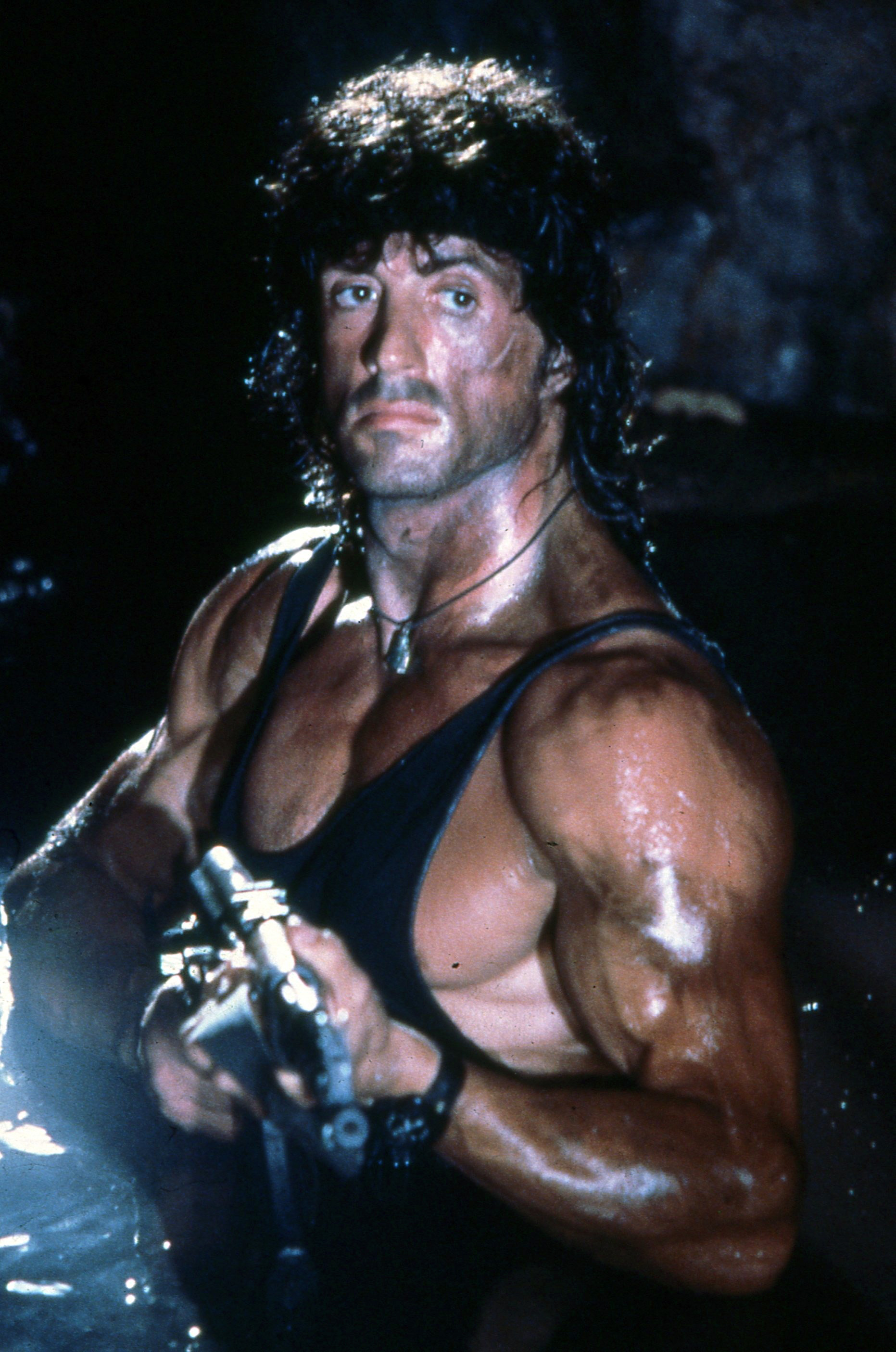
Sylvester Stallone en Rambo dans Rambo 3 en 1988.

- Sylvester Stallone (VF : Alain Dorval) : John Rambo
- Richard Crenna (VF : Gabriel Cattand) : le colonel Samuel Trautman
- Marc de Jonge (VF : Lui-même) : le colonel Alexei Zaysen
- Kurtwood Smith (VF : Jean-Claude Robbe) : l'agent de la CIA Robert Griggs, officier supérieur à l'Ambassade
- Spýros Fokás : Masoud[7], Chef des Moudjahidines
- Sasson Gabai (VF : Mostéfa Stiti) : Mousa Ghani
- Doudi Shoua : Hamid
- Randy Raney : le capitaine Kourov
- Marcus Gilbert : Lieutenant Tomask
- Alon Abutbul : Nissem
- Mahmoud Assadollahi : Rahim
- Joseph Shiloach : Khalid, le traître
- Harold Diamond : le combattant aux bâtons
- Shaby Ben-Aroya (VF : Igor de Savitch) : Uri, le transfuge soviétique et déserteur

## Production

### Développement
Russell Mulcahy est initialement choisi pour réaliser le film. Cependant, après quelques jours de tournage, il sera évincé par les producteurs, ces derniers lui reprochant de trop soigner ses images au détriment de l'action. Il sera remplacé par le réalisateur de la seconde équipe, Peter MacDonald.

### Attribution des rôles
Marlon Brando fut le premier choix pour le rôle de Zaysen mais il déclina l'offre, c'est alors que Sylvester Stallone a choisi le comédien français Marc de Jonge pour le rôle du Colonel Zaysen après l'avoir vu dans une publicité.

### Tournage
Le tournage s'est déroulé en Israël (à Eilat et dans le désert du Néguev) et en Thaïlande (Bangkok, Chiang Mai).

## Bande originale
Albums de Jerry Goldsmith
Cœur de lion
(1987) La Loi criminelle
(1989)
Bandes originales de Rambo
Rambo 2 : La Mission
(1985) John Rambo
(2008)
La musique du film est composée par Jerry Goldsmith, qui avait composé celles des deux précédents films. Elle est interprétée par l'orchestre de l'Opéra d'État hongrois. Une version longue, Complete Original Motion Picture Soundtrack, est ensuite commercialisée, avec l'intégrale des compositions de Jerry Goldsmith.
| Liste des titres | Liste des titres                | Liste des titres                        | Liste des titres                  | Liste des titres | Liste des titres | Liste des titres | Liste des titres | Liste des titres | Liste des titres |
| No               | Titre                           | Auteur                                  | Interprète(s)                     | Durée            |                  |                  |                  |                  |                  |
| ---------------- | ------------------------------- | --------------------------------------- | --------------------------------- | ---------------- | ---------------- | ---------------- | ---------------- | ---------------- | ---------------- |
| 1.               | It Is Our Destiny               | Jerry Goldsmith / Peter Wolf / Ina Wolf | Bill Medley                       | 4:32             |                  |                  |                  |                  |                  |
| 2.               | Preparations                    | Jerry Goldsmith                         |                                   | 5:02             |                  |                  |                  |                  |                  |
| 3.               | Afghanistan                     | Jerry Goldsmith                         |                                   | 2:40             |                  |                  |                  |                  |                  |
| 4.               | The Game                        | Jerry Goldsmith                         |                                   | 2:27             |                  |                  |                  |                  |                  |
| 5.               | Another Time                    | Jerry Goldsmith                         |                                   | 3:58             |                  |                  |                  |                  |                  |
| 6.               | He Ain't Heavy, He's My Brother | Bob Russell / Bobby Scott               | Bill Medley                       | 4:32             |                  |                  |                  |                  |                  |
| 7.               | Aftermath                       | David Arnold / Jerry Goldsmith          |                                   | 2:45             |                  |                  |                  |                  |                  |
| 8.               | Questions                       | Jerry Goldsmith                         |                                   | 3:36             |                  |                  |                  |                  |                  |
| 9.               | The Bridge                      | Jerry Goldsmith / Giorgio Moroder       | Giorgio Moroder feat. Joe Pizullo | 3:59             |                  |                  |                  |                  |                  |
| 10.              | Final Battle                    | Jerry Goldsmith                         |                                   | 4:51             |                  |                  |                  |                  |                  |
| 38:27            |                                 |                                         |                                   |                  |                  |                  |                  |                  |                  |

Toute la musique est composée par Jerry Goldsmith.
| Complete Original Motion Picture Soundtrack | Complete Original Motion Picture Soundtrack | Complete Original Motion Picture Soundtrack | Complete Original Motion Picture Soundtrack | Complete Original Motion Picture Soundtrack | Complete Original Motion Picture Soundtrack | Complete Original Motion Picture Soundtrack | Complete Original Motion Picture Soundtrack | Complete Original Motion Picture Soundtrack | Complete Original Motion Picture Soundtrack |
| No                                          | Titre                                       | Durée                                       |                                             |                                             |                                             |                                             |                                             |                                             |                                             |
| ------------------------------------------- | ------------------------------------------- | ------------------------------------------- | ------------------------------------------- | ------------------------------------------- | ------------------------------------------- | ------------------------------------------- | ------------------------------------------- | ------------------------------------------- | ------------------------------------------- |
| 1.                                          | Another Time                                | 3:59                                        |                                             |                                             |                                             |                                             |                                             |                                             |                                             |
| 2.                                          | Preparations                                | 6:23                                        |                                             |                                             |                                             |                                             |                                             |                                             |                                             |
| 3.                                          | The Money                                   | 0:53                                        |                                             |                                             |                                             |                                             |                                             |                                             |                                             |
| 4.                                          | I'm Used To It                              | 1:01                                        |                                             |                                             |                                             |                                             |                                             |                                             |                                             |
| 5.                                          | Peshawar                                    | 1:13                                        |                                             |                                             |                                             |                                             |                                             |                                             |                                             |
| 6.                                          | Afghanistan                                 | 2:39                                        |                                             |                                             |                                             |                                             |                                             |                                             |                                             |
| 7.                                          | Questions                                   | 3:39                                        |                                             |                                             |                                             |                                             |                                             |                                             |                                             |
| 8.                                          | Then I'll Die                               | 3:36                                        |                                             |                                             |                                             |                                             |                                             |                                             |                                             |
| 9.                                          | The Game                                    | 2:27                                        |                                             |                                             |                                             |                                             |                                             |                                             |                                             |
| 10.                                         | Flaming Village                             | 4:09                                        |                                             |                                             |                                             |                                             |                                             |                                             |                                             |
| 11.                                         | The Aftermath                               | 2:46                                        |                                             |                                             |                                             |                                             |                                             |                                             |                                             |
| 12.                                         | Night Entry                                 | 3:59                                        |                                             |                                             |                                             |                                             |                                             |                                             |                                             |
| 13.                                         | Under and Over                              | 2:56                                        |                                             |                                             |                                             |                                             |                                             |                                             |                                             |
| 14.                                         | Night Fight                                 | 6:51                                        |                                             |                                             |                                             |                                             |                                             |                                             |                                             |
| 15.                                         | First Aid                                   | 2:48                                        |                                             |                                             |                                             |                                             |                                             |                                             |                                             |
| 16.                                         | The Long Climb                              | 3:26                                        |                                             |                                             |                                             |                                             |                                             |                                             |                                             |
| 17.                                         | Going Down                                  | 1:53                                        |                                             |                                             |                                             |                                             |                                             |                                             |                                             |
| 18.                                         | The Cave                                    | 3:32                                        |                                             |                                             |                                             |                                             |                                             |                                             |                                             |
| 19.                                         | The Boot                                    | 1:54                                        |                                             |                                             |                                             |                                             |                                             |                                             |                                             |
| 20.                                         | You Did It John                             | 1:09                                        |                                             |                                             |                                             |                                             |                                             |                                             |                                             |
| 21.                                         | The Showdown                                | 1:27                                        |                                             |                                             |                                             |                                             |                                             |                                             |                                             |
| 22.                                         | Final Battle                                | 4:52                                        |                                             |                                             |                                             |                                             |                                             |                                             |                                             |
| 23.                                         | I'll Stay                                   | 9:01                                        |                                             |                                             |                                             |                                             |                                             |                                             |                                             |
| 1:16:33                                     |                                             |                                             |                                             |                                             |                                             |                                             |                                             |                                             |                                             |

## Accueil

### Accueil critique
Rambo 3 a reçu des critiques mitigées à négatives de la part des critiques. Il a obtenu un score de 38 % sur Rotten Tomatoes, d'après 33 avis et avec un score moyen de 4,53⁄10. Le consensus critique des sites indique que "Rambo 3 trouve son héros qui fait justice, loin du drame pensif qui a marqué le début de la franchise - et tout aussi loin du divertissement thriller d'action de qualité". Metacritic attribue au film une note de 36⁄100 basé sur 15 avis critiques, indiquant "avis généralement défavorables".
Les spectateurs interrogés par CinemaScore ont attribué au film une note moyenne de "B +" sur une échelle de A + à F.
L'accueil en France est aussi mitigé, puisque pour 305 critiques, le site Allociné lui attribue une moyenne de 2.3⁄5.
Le film fut un échec cinglant au box-office de l'année 1988, accentué par le gigantesque succès de son prédécesseur Rambo 2 : La Mission.

### Box-office
| Pays ou région    | Box-office        | Date d'arrêt du box-office | Nombre de semaines |
| ----------------- | ----------------- | -------------------------- | ------------------ |
| États-Unis Canada | 53 715 611 $      | 10 juillet 1988            | 7                  |
| France            | 1 989 064 entrées | —                          | —                  |
| Total mondial     | 189 015 611 $     | —                          | —                  |

## Distinctions
Source : Internet Movie Database et Allociné

### Récompenses
- BMI Film and TV Awards 1989 : Prix BMI de la meilleure musique de film pour Jerry Goldsmith
- Razzie Awards 1989 : Razzie Award du pire acteur pour Sylvester Stallone

### Nominations
- Jupiter Awards 1989 :
  - Meilleur film international pour Peter MacDonald
  - Meilleur acteur international pour Sylvester Stallone
- Razzie Awards 1989 :
  - Pire film pour Buzz Feitshans
  - Pire réalisateur pour Peter MacDonald
  - Pire scénario pour Sheldon Lettich et Sylvester Stallone
  - Pire second rôle masculin pour Richard Crenna
- Young Artist Awards 1989 : meilleur jeune acteur dans un film dramatique pour Doudi Shoua

## Éditions en vidéo
En France, le film Rambo 3 est sorti en DVD le 20 septembre 2000, puis en HD DVD le 20 novembre 2006. Avec l'arrivée du Blu-ray, la version est sortie le 23 septembre 2008,.
Le film est ressorti en version restaurée DVD le 5 mars 2013 mais également en version restaurée Blu-ray le 1er mars 2020.
Il est également sorti en VOD le 2 janvier 2017.
À la suite des évolutions techniques visant à améliorer la qualité d'image et de sons, le film sort dans une édition collector SteelBook Blu-ray 4K Ultra HD le 1er septembre 2023.

### Version Trilogie
Le 14 novembre 2018, la trilogie Rambo est rééditée en édition collector SteelBook Blu-ray 4K Ultra HD + Blu-ray avec des masters restaurés en très haute définition, accompagnée de 10 heures de bonus dont des commentaires audio, des scènes coupées et autres.

## Autour du film

### Anecdotes
- Les aéronefs utilisés dans ce volet comme étant des engins soviétiques sont tous de fabrication française et appartenaient vraisemblablement à Israël :
  - les avions que l'on voit voler au loin lors du trajet de Rambo jusqu'au camp moudjahidine sont des IAI Kfir ;
  - les petits hélicoptères sont des Gazelle dont le nez a été modifié pour camoufler légèrement le modèle d'origine ;
  - les hélicoptères lourds sont des Puma, qui ont reçu une peinture spécifique et auxquels on a greffé deux énormes supports de munitions (ce modèle fait une brève apparition à la fin du 2e volet).

De même, certaines armes utilisées par les troupes Spetsnaz (forces spéciales russes) sont de fabrication américaine : les lance-grenades accrochés sous les fusils des Spetsnaz sont des modèles prévus pour le M16, fusil d'assaut américain.
Les tenues de camouflages portées par ces mêmes troupes avaient été créées spécialement pour le film L'Aube rouge réalisé quatre ans auparavant. Bien qu'elles soient fictives, elles se rapprochent du camouflage KLKM Beryozka qui est aujourd'hui encore réellement porté par certains commandos Spetsnaz de l'armée russe.
Le film présente beaucoup trop d'anglophones alors qu'à l'époque l'Afghanistan, envahi par les soviétiques, avait un faible niveau d'éducation, particulièrement pour ce qui concerne les langues étrangères.[réf. nécessaire]
De nombreuses associations pacifistes et humanitaires ont dénoncé le fait qu'un enfant, le petit Hamid, participe à de violents combats, à l'heure où, à l'ONU, l'embrigadement des enfants comme soldats dans de nombreux conflits était dénoncé.
Stallone s'est entrainé en Algérie avec le culturiste Soel Nouri.
Dans le village afghan, Rambo participe à une partie de bouzkachi.
Le film est parodié dans Hot Shots 2, notamment les deux séquences de début (le combat de Kenzo et la retraite de Rambo dans un monastère thaïlandais). Richard Crenna y parodie même son personnage du colonel Trautman à travers celui du colonel Walters. Tandis que Rambo tente d'oublier son passé de soldat, Sean « Topper » Harley (Charlie Sheen) veut surtout faire une croix sur son histoire d'amour avec Ramada (Valeria Golino).

### Adaptations en jeux vidéo
- Rambo 3, le jeu vidéo édité par Sega en 1988 sur Master System et en 1989 sur Mega Drive.
- Rambo 3, le jeu vidéo édité par Ocean Software en 1988 sur micro-ordinateurs 8 et 16 bits.
- Rambo 3, le jeu vidéo édité par Taito en 1989 sur borne d'arcade.